# Erdu (sockenhuvudort i Kina, Hunan Sheng, lat 29,59, long 111,40)
Erdu (kinesiska: Erdu Xiang, 二都乡) är en sockenhuvudort i Kina. Den ligger i provinsen Hunan, i den södra delen av landet, omkring 220 kilometer nordväst om provinshuvudstaden Changsha. Antalet invånare är 27 770. Befolkningen består av 14 105 kvinnor och 13 665 män. Barn under 15 år utgör 13,0 %, vuxna 15-64 år 75 %, och äldre över 65 år 11,0 %.
Runt Erdu är det ganska tätbefolkat, med 179 invånare per kvadratkilometer. Närmaste större samhälle är Jiashan, 9,6 km söder om Erdu. Trakten runt Erdu består till största delen av jordbruksmark.
Genomsnittlig årsnederbörd är 1 697 millimeter. Den regnigaste månaden är september, med i genomsnitt 263 mm nederbörd, och den torraste är december, med 19 mm nederbörd.